# Adolf Julius Merkl
Adolf Julius Merkl (23 de março de 1890, Viena - 22 de agosto de 1970, Viena) foi um jurista Austríaco, mais atuante nas areas de direito administrativo e constitucional. Ele foi aluno de Hans Kelsen , e também por isso era considerado um dos mais importantes representantes da escola austríaca de teoria jurídica. Merkl foi professor da Universidade de Viena entre 1932 e 1938, e novamente a partir de 1950, lecionando de 1943 a 1950 na Eberhard-Karls-Universidade de Tübingen.

## Biografia
Nascido em Viena, Merkl passou sua infância em Naßwald an der Raxalpe, onde cursou o segundo grau, como resultado do trabalho de seu pai como oficial de silvicultura. Após sua formatura do segundo grau (1908), e o falecimento de seu pai (1909), formou-se pela Universidade de Viena, onde impressionou-se por Edmund Bernatzik e Hans Kelsen. Após um estágio em um tribunal local, ingressou na prefeitura da cidade de Viena em 1915 e posteriormente trabalhou para os Ministérios do Comércio (1917), de Assuntos Sociais (1918), e na Secretaria Constitucional de Conselho de Ministros (1918). Por ser o responsável por sua mãe, que era surda, foi poupado do serviço militar durante a primeira guerra mundial. 
Merkl participou dos ‘Seminários Kelsen’ (iniciados em 1914), onde assuntos jurídicos e constitucionais eram discutidos. Era veementemente contra a legalidade do álcool. 

## Vida profissional
De 1918 a 1921, Merkl trabalhou na Chancelaria de Estado, onde aproximou-se do Chanceler do Estado Karl Renner e foi fundamental ao trabalho preparatório para a Constituição Federal de 1920, que continua sendo a base da constituição Austríaca. Os primeiros comentários sobre a nova constituição foram publicados por Kelsen, Merkel, e Georg Forehlich. Em 1919 Merkl habilitou-se como professor com sua obra “A Constituição da Áustria Alemã”.
Merkl casou-se em 1929 com a advogada Edith Wieninger, quem teve uma forte e duradoura influência sobre o desenvolvimento da teoria pura do direito, particularmente por meio de suas reflexões sobre o uso da força jurídica e sobre erros de cálculo. Em 1935, após aprovação da nova constituição alemã de 1934, Merkl publicou seu livro “A Constituição Autoritária da Áustria”. Apesar de defender a reconexão da Áustria a uma Alemanha democrática, Merkl declarou que o Anschluss de 1938 foi ilegal. 
Em 1938 Merkl foi demitido de sua posição na Universidade de Viena como parte da purgação nacional-socialista, e em 1939 foi aposentado permanentemente. Inicialmente ativo como “auxiliar de assuntos fiscais”, conseguiu trabalhar como professor na Universidade de Tubingen, mas sob a condição de não se manifestar sobre assuntos políticos ou constitucionais. Apesar de recusar-se a se afiliar ao Partido Nacionalista dos Trabalhadores da Alemanha (ou uma de suas subdivisões), Merkl continuou lecionando em Tubingen durante a Segunda Guerra Mundial e foi um dos poucos a permanecer no corpo docente de qualquer universidade na Alemanha.
Em 1950 retornou com sua esposa à Viena. Trabalhou na Universidade de Viena até sua aposentadoria em 1961, e continuou palestrando até 1965. 
Vinte anos após seu falecimento, um memorial em sua homenagem foi inaugurada em 1990, no patio do edifício principal de Viena. 

## Obras
Com seu trabalho sobre a estrutura hierárquica da ordem jurídica, Merkl contribuiu significativamente para o sucesso da teoria pura do direito como ferramenta para a compreensão da relação entre as normas de uma ordem jurídica. Merkl explicou que cada lei tem elementos jurídicos da constituição, e elementos de aplicação da lei. Logo, um julgamento dentro do quadro legislativo de um país faz justiça, e não apenas aplica-se a constituição. Uma simples lei também reforça a constituição de um país, já que uma lei tem de ser obrigatoriamente condizente com a constituição do país. Merkl chamou isso de "Janus" ou "dupla face" das leis. Portanto, no direito positivo, não se pode diferenciar precisamente entre a legislação e a aplicação da lei.
Enquanto outro aluno de Kelsen, Alfred Verdroß, abandonou o positivismo jurídico de Hans Kelsen logo cedo e fundou a escola jusnaturalista de Viena de direito internacional e filosofia do direito, Adolf Julius Merkl afastou-se da positivista teoria pura do direito apenas por suas experiências com regimes autoritários e totalitários. Interessava-lhe complementar a teoria jurídica com a ética jurídica.
Os restos mortais de Merkl se encontram no Cemitério Wiener Zentralfriedhof (Grupo 32 C, Numero 56).

## Prêmios
- 1967 Doctoris Honoris Causa pela Universiade de Salzburg
- 1968 Prêmio da Cidade de Viena de Humanidades